# Distrito de Malegaon
Se propone dividir el distrito de Nashik y crear un distrito de Malegaon separado del distrito de Nashik existente con la inclusión de las partes nororientales del distrito de Nashik, que incluyen Malegaon, Nandgaon, Deola, Baglan y Kalwan, junto con Chalisgaon Taluka del vecino distrito de Jalgaon.